# Paragalactinia
Paragalactinia Van Vooren – rodzaj grzybów z rodziny kustrzebkowatych (Pezizaceae).

## Charakterystyka
Grzyby podziemne lub naziemne o askokarpach typu apotecjum bez trzonu, o kubkowatym kształcie. Miąższ z wodnistym mleczkiem, które na powietrzu staje się żółtawe, zielonkawe lub niebieskawe. Worki z wieczkiem, 8-zarodnikowe, zwykle bez pastorałek, o ścianach w odczynniku Melzera lekko amyloidalnych, na szczycie bardziej amyloidalnych. Wstawki z wewnętrznym brązowym pigmentem. Askospory o powierzchni brodawkowatej z jedną lub dwiema gutulami.

## Systematyka i nazewnictwo
Pozycja w klasyfikacji według Index Fungorum: Pezizaceae, Pezizales, Pezizomycetidae, Pezizomycetes, Pezizomycotina, Ascomycota, Fungi.
Gatunki występujące w Polsce:
- Paragalactinia michelii (Boud.) Van Vooren 2020
- Paragalactinia succosa (Berk.) Van Vooren 2020 – tzw. kustrzebka soczysta
- Paragalactinia succosella (Le Gal & Romagn.) Van Vooren 2020[3]

Nazwy naukowe według Index Fungorum. Wykaz gatunków i nazwy polskie według M.A. Chmiel i innych (podane tam jako gatunki Peziza).